# Fuentes de Rubielos

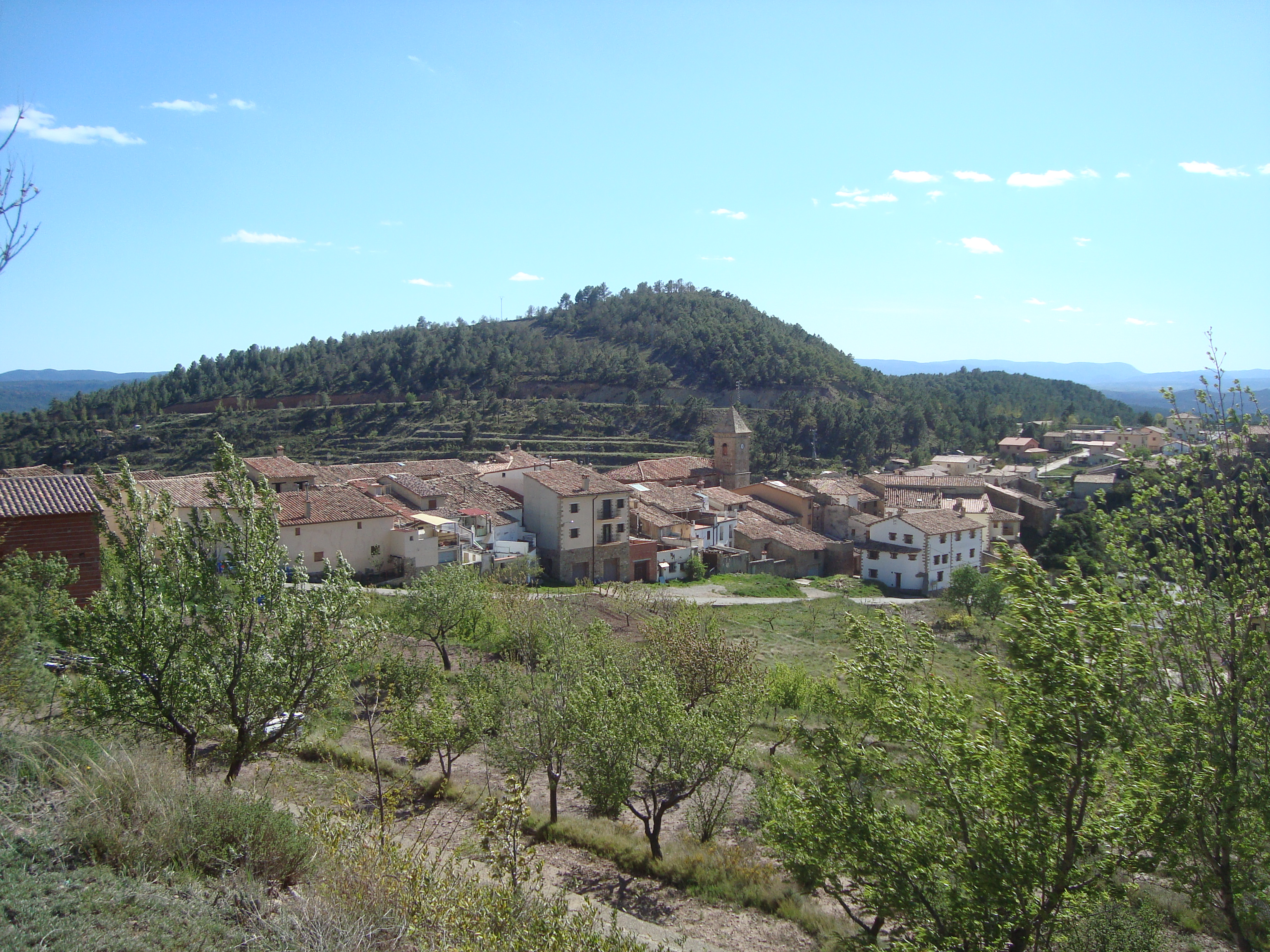
Panorámica de Fuentes de Rubielos, comarca Gúdar-Javalambre (Teruel)

Fuentes de Rubielos est une commune d’Espagne, dans la province de Teruel, communauté autonome d'Aragon, comarque de Gúdar-Javalambre

### Articles connexes

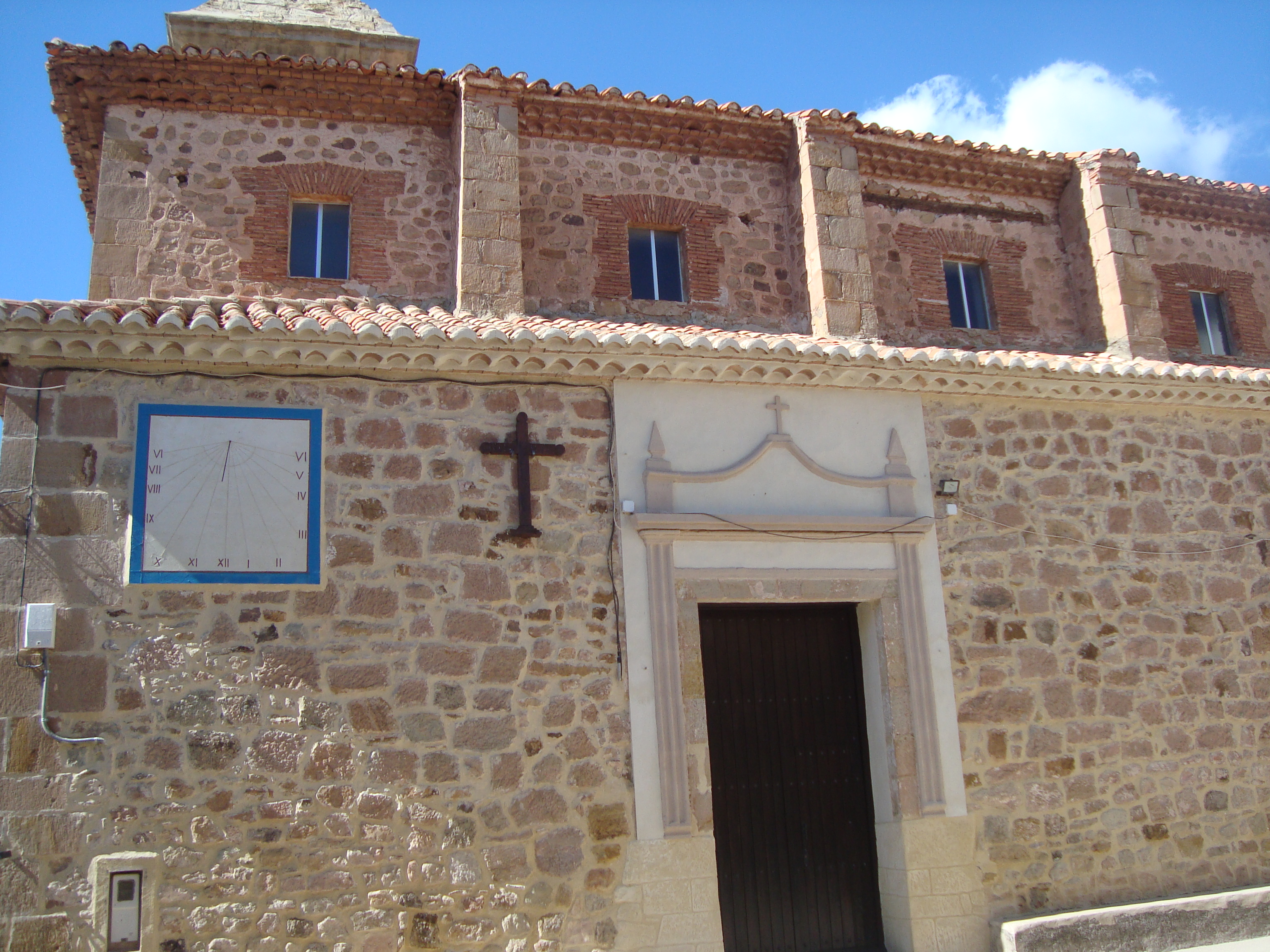
Iglesia de Nuestra Señora de los Ángeles (Fuentes de Rubielos, Teruel)